# Ъ (альбом)
Ъ (Твердий знак) — альбом рок-групи «Алиса», який був презентований 25 вересня 2010 року.

## Список композицій
Усі тексти до пісень написані Костянтином Кінчевим, уся музика до пісень (окрім 9 композиції) написана Костянтином Кінчевим.
| #   | Назва                 | Автори         | Тривалість |
| --- | --------------------- | -------------- | ---------- |
| 1.  | «Ъ» (Ъ)               | Кінчев         | 3:55       |
| 2.  | «Крен» (Крен)         | Кінчев         | 3:11       |
| 3.  | «В путь» (У шлях)     | Кінчев         | 3:41       |
| 4.  | «Зона» (Зона)         | Кінчев         | 3:40       |
| 5.  | «Страх» (Страх)       | Кінчев         | 4:40       |
| 6.  | «Работа» (Праця)      | Кінчев         | 4:02       |
| 7.  | «Дождь и я» (Дощ і я) | Кінчев         | 3:55       |
| 8.  | «Звезда» (Зірка)      | Кінчев         | 3:36       |
| 9.  | «Главное» (Головне)   | Кінчев, Льовін | 3:40       |
| 10. | «Крик» (Крик)         | Кінчев         | 4:00       |
| 11. | «Фавор» (Фавор)       | Кінчев         | 4:00       |